# 一辺一国
一辺一国（いっぺんいっこく）は、中華民国側より提出された両岸関係（台湾海峡対岸の中華人民共和国との関係）を規定する表現の一つで、台湾と中国はそれぞれ別の国であるというもの。立法委員沈富雄が第2回立法委員選挙で用いたのが初見であるが、後に陳水扁総統が2002年8月2日、世界台湾同郷会聯合会第29回東京年会での談話においてこの表現を用い、台湾内外で政治問題となった。
世論調査では台湾人の6割がこの発言に賛意を示し、また台湾本土化を目指す政治勢力である泛緑陣営は台湾の現状を明確に表現したものと評価した。これに対し中華民国体制の維持・台湾独立への反対を主張する泛藍陣営は「一つの中国」政策への挑戦であり、両岸関係に緊張をもたらすものとして批判した。
行政院大陸委員会は、陳水扁が2000年の総統就任時に発表した“四不一没有”政策と一辺一国論は矛盾するものではないとの見解を提出している。また陳水扁は後日、一辺一国論とは「主権対等論」であるとした。

## 背景
直接的なきっかけは、それまで台湾を承認していたナウルが、中国承認に切り替えたことにある。陳水扁総統は「四不一没有」発言で独立路線を棚上げにするという譲歩を示すことで、中国との関係改善が進むことを期待していた。しかし、中国は「様子を見る」とだけ述べ、具体的な反応を示さなかった。その上、援助で台湾承認国を切り崩し続けた。そのため陳水扁総統にとって、従来の支持者を失望させてまで独立路線を棚上げし続けるメリットがなくなった。
また、ナウルの承認切り替えの発表が、陳水扁総統の民主進歩党主席就任と重なったため、中国側のあからさまな嫌がらせだと台湾では解釈された。そのことも、陳水扁総統にとって中国へ反発を示さざるを得なかった原因であったと思われる。

## 陳水扁の発言
訳文は中華民国総統府サイトに掲載された民国91年8月3日 総統府新聞稿の要点を訳したものである。
1. われわれは自己の歩むべき道、われわれ台湾が歩むべき道、そして台湾の未来を熟考する必要がある。われわれ台湾の歩む道とは何か、それは単純明確なものである。われわれ台湾の道はすなわち台湾の民主化への道であり、台湾の自由への道であり、台湾の人権への道であり、台湾の平和への道である。
2. 台湾はわれわれの国家であり、われわれの国家は欺かれたり、矮小化・辺境化・地方化されたりしてはならない。台湾は他人の一部分ではなく、他人の地方政府でもなければ、他人の一省でもない。台湾を第二の香港・澳門にしてはならない。なぜならば台湾は一つの独立主権国家である。簡単に言えば台湾と対岸の中国は一辺一国と明確に分かれている。